# عملیات کمال عدوان
عملیات کمال عدوان یا عملیات ساحل که در اسرائیل به کشتار جاده ساحلی معروف است، یک عملیات آدم ربایی است که توسط چریک های جنبش فتح تحت نام لشکر دیر یاسین در ۱۱ مارس ۱۹۷۸ انجام شد. این عملیات غیرنظامیان اسرائیلی را در تاریخ ۱۱ مارس ۱۹۷۸ هدف قرار داد. سواحل شهر حیفا، جایی که چریک های فتح اتوبوسی پر از مسافر را که به سمت تل‌آویو حرکت می کرد، رهگیری کردند، پس از آن ارتش اسرائیل، اتوبوس ربوده شده را متوقف کرد و درگیری هایی رخ داد که منجر به کشته شدن ۳۷ غیرنظامی اسرائیلی و ۹ فلسطینی شد. منابع اسرائیلی می گویند که طراح این عملیات ابونضال بوده است. منابع فلسطینی رهبر این عملیات را دختر جوانی به نام دلال مغربی عنوان کرده اند. بلافاصله پس از این وقایع، ارتش اسرائیل به جنوب لبنان حمله کرد و وارد جنگ شد.

## اهداف عملیات
این عملیات توسط ابوجهاد الوزیر و با هدف گروگان گیری و مذاکره برای آزادی اسرا در زندان های اسرائیل طراحی شد، اما نتیجه عملیات به این هدف نرسید.

## جزئیات عملیات
عملیات توسط یک گروه فلسطینی، شامل ۱۳ مبارز، سه لبنانی و دو یمنی، به اضافه ۸ فلسطینی، از جمله دلال المغربی (کمیسر سیاسی گروه) انجام شد. این افراد زیر نظر افسران تیپ ابویوسف النجار در ساحل شمالی صور و پایگاه دریایی فلسطین در دامور آموزش دیده بودند. چریک‌های فلسطینی با یک کشتی از لبنان با دو قایق لاستیکی به راه افتادند. تقریباً ساعت چهار صبح روز چهارشنبه ۸ مارس ۱۹۷۸، دو قایق لاستیکی (زودیاک) را به دریای آزاد در نزدیکی مستعمره مایجان مایکل، آنها را در آبهای سرزمینی فرود آوردند و به ساحل در حدود ۲۵ کیلومتری جنوب بردند. حیفا، جایی که مدتی طول کشید تا گروه شامل شش نفر در یک قایق و هفت نفر دیگر در قایق دوم، بیش از ۴۸ ساعت حرکت کنند که منجر به غرق شدن یکی از دو قایق و کشته شدن دو عضو این گروه، به نام‌های خالد عبدالفتاح یوسف و عبدالرئوف عبدالسلام علی شد.
بعد از فرود آمدن در ساحل، یک ماشین پرس آمریکایی را که اتفاقاً در حال عبور بود، متوقف کردند، یک اتوبوس بزرگ را متوقف کردند و مسافران ماشین را با مسافرانش جمع کردند و سپس یک اتوبوس دیگر را به دست گرفتند ۶۳ مسافر به اتوبوس اول رفتند و همه را گروگان گرفتند و به سمت تل آویو حرکت کردند.
ارتش، پلیس و مرزبانان اسرائیل در ابتدا سعی کردند راه را مسدود کنند و با چریک ها مقابله کنند، اما از چریک هایی که مسیر آنها را دنبال کردند متحمل خساراتی شدند. در نتیجه نیروهای اسرائیلی از بالگرد استفاده کردند و تمام منطقه را روشن کردند. چریک ها پس از کشته و زخمی کردن اعضای آن و منهدم کردن یک کامیون اسرائیلی توانستند از دومین ایست بازرسی که توسط نیروهای اسرائیلی در جاده بین المللی حیفا و تل آویو ایجاد شده بود عبور کنند.
هنگام نزدیک شدن به تل آویو، نیروهای اسرائیلی به وسیله خودروها دو طرف جاده را مسدود کردند خیابان قرار دادند و سربازان اسرائیلی در هر دو طرف جاده در منطقه هرتزلیا در نزدیکی یک باشگاه روستایی به نام کانتری کلاب مستقر شدند و سعی داشتند از عبور اتوبوس جلوگیری کنند. ارتش روی چرخ ها آتش گشود و اتوبوس را متوقف کرد.

## چریک‌های شرکت کننده[۷]
- دلال سعید مغربی (جهاد) کمیسر سیاسی گروه و رهبر این گروه بود.
- محمود علی ابومنیف (ابوحزا) رهبر گشت بود
- یحیی محمد اسکاف (ابوجلال) اهل شمال لبنان و ناخدای قایق لاستیکی
- حسین ابراهیم فیاض (فیاض)
- خالد عبدالفتاح یوسف (عبدالسلام) بر اثر غرق شدن جان باخت
- محمد حسین الشمری از یمن
- عبدالرئوف عبدالسلام علی (عبدالسلام) اهل یمن
- علی حسین مراد (اسامه) از شهرک الحنیه در جنوب لبنان
- احمد راجی شرعان (وائل)
- محمد فضل اسعد (ابوالرمز)
- عامر احمد عامریه (عامر) از شمال لبنان
- محمد مسامح